# Diane Marshall-Green
Diane Gaeta Marshall-Green (* 12. April 1980 als Diane Gaeta Gurich in Texas) ist eine US-amerikanische Schauspielerin.

## Leben
Marshall-Green wuchs in New York, New Jersey, Texas und Florida auf. Während ihrer Highschool- und Collegezeit besuchte sie verschiedene Kurse am Lee Strasberg Theatre and Film Institute und an der Tisch School of the Arts der Universität von New York. In Los Angeles bekam sie Schauspielunterricht von John Homa und Chris Fields und besuchte die Howard Fine Studios.
2013 berichteten die Medien, dass sie mit dem Schauspieler Johnny Lewis (1983–2012), den sie bei den Dreharbeiten der Serie Sons of Anarchy kennenlernte, eine gemeinsame Tochter hat. Marshall-Green zog nach Lewis’ Tod vor Gericht, um das Erbe für ihre Tochter zu erwirken.
Sie war von 2012 bis 2020 mit dem Schauspieler Logan Marshall-Green verheiratet. Im April 2014 hatte das Paar die Geburt eines Sohnes bekanntgegeben.

## Filmografie (Auswahl)

### Filme
- 2009: Infestation – Nur ein toter Käfer ist ein guter Käfer (Infestation)
- 2011: The Chicago 8
- 2012: Freeloaders
- 2013: In Solitude (Kurzfilm)
- 2014: Other People’s Children

### Fernsehserien
- 2006: Who Wants to Be a Superhero? (1 Episode)
- 2008: Sons of Anarchy (1 Episode)
- 2011: 90210 (1 Episode)